# 天書 (中国の美術作品)
天書（簡体字: 天书; 繁体字: 天書; 拼音: Tiānshū）は、中華人民共和国のアーティスト徐氷の創作した本のタイトル。宋・明の時代の高級版画手法で作られており、表紙から中身まで全て、漢字に似せてデザインした無意味な字体で埋め尽くされている。
この本は全4巻604ページから成り、1987年から1991年にかけて126部ずつ印刷され:61、1988年10月に北京の中国美術館で初めて一般公開された。
この作品の当初の題は「Mirror to Analyze the World」(簡体字: 析世鉴－世纪末卷; 繁体字: 析世鑒－世紀末卷; 拼音: Xī shì jiàn—Shìjì mòjuàn、日本の漢字にすると析世鑑－世紀末巻)で、帝国の歴史学の由緒ある伝統の中の鏡としての書物、という意味が込められていた:67。しかし、作者はこの原題を煩雑かつ「西洋の形式や現在の文化的風潮に大きく影響されている」と感じて:57、成句である「天書」という題を採用した。「天書」は昔の中国語では宗教的な意味を持っていたが、現在は「ちんぷんかんぷん」という意味でも使われている。
全てが「漢字ではない」とされているが、2文字だけ古典で使用例が見つかっている。ただしその内の1つは9世紀の偽書に書かれた文字である。

## 製作
この本に出てくる「文字」の数は、現代中国語で一般的に使われている4,000字に合わせてある。これらの文字は、康熙字典をもとにデザインされ、画数や部首を工夫して本物の文字に見えるよう工夫されている:55。また、ページ番号や冊子番号は「正」をもとにした画線法記号で書かれている:60–61。
文字は梨の木で作られた活字に一つ一つ刻まれ:54、明朝体よりややずんぐりとした形をしている:53。
徐氷はまず自分で見本を組版し、それを采育鎮の韓営村の工場で印刷した:46,58。この工場は中国に残る最後の伝統的な印刷工場の一つで、文化大革命後は主に革命前の版木を使って国策により古典籍の復刻版を生産していた:59。その後、工場の作業員は、徐氷が用意した「見本」を参照してページを組版した。見本には、徐氷の4000字の擬似中国語と一対一で対応する記号が記されていた:61。

## 反応と評価
「天書」に対する批評家の反応は、当初は否定的なものであった。1990年、中華人民共和国文化観光部の職員が書いたとされる北京の新聞の記事は、この作品を「鬼打牆」（壁にぶつかる亡霊）と表現している。一方、80年代に活動が盛んだった「新潮美術運動」のアーティストたちは、この作品があまりにも「伝統的で学術的」だと感じた:63。それでも、1988年に中国美術館で行われたこの本の展覧会は、アーティストだけでなく教授や編集者など幅広い観客を集め、中には一文字でも本物の漢字を見つけようとして何度も展覧会を訪れた人もいた:58。後に批評家もこの作品を肯定的に捉えた。
今では「天書」は美術新潮運動の代表作とされている。 また、「言語、文字、読解力、人間と機械の関係についての考え方に対する根本的な挑戦」として、ジェイムズ・ジョイスの『フィネガンズ・ウェイク』と比較されることもある:65。一方で、作者の徐によれば、作品の目的は「中国の文学文化が討厭（面倒）であることを暴露する」ことだった:17。この考えは後の『英文四角字書法』(Square Word Calligraphy)、『地書』（Book from the Ground）などの作品でさらに推し進められており、漢字の持つ記号性を覆し、広く親しみやすいものにしている。